# Potentilla botschantzeviana
Potentilla botschantzeviana är en rosväxtart som beskrevs av T.A. Adylov. Potentilla botschantzeviana ingår i Fingerörtssläktet som ingår i familjen rosväxter. Inga underarter finns listade i Catalogue of Life.